# Khvosh Havā
Khvosh Havā (persiska: خوش هوا) är en ort i Iran.   Den ligger i provinsen Khorasan, i den nordöstra delen av landet, 700 km öster om huvudstaden Teheran. Khvosh Havā ligger 1 085 meter över havet och antalet invånare är 772.
Terrängen runt Khvosh Havā är lite kuperad.Runt Khvosh Havā är det ganska tätbefolkat, med 185 invånare per kvadratkilometer. Närmaste större samhälle är Gajvān, 12,4 km nordväst om Khvosh Havā. Omgivningarna runt Khvosh Havā är i huvudsak ett öppet busklandskap.